# 小行星1575
小行星1575（1575 Winifred）是一颗围绕太阳公转的小行星。1950年4月20日，印第安纳大学在摩根县发现了此天体。
該小行星以美國天文學家維尼弗里德·卡麥隆命名。
这颗小行星的绝对星等为348.5023498171726等。